# Neohaploglenius rondonianus
Neohaploglenius rondonianus là một loài côn trùng trong họ Ascalaphidae thuộc bộ Neuroptera. Loài này được Penny miêu tả năm 1982.